# Кики Палмер
Лорин Кијана „Кики” Палмер (енгл. Lauren Keyana "Keke" Palmer; Харви, 26. август 1993) америчка је глумица, певачица, реперка, текстописац и телевизијска личност. Палмерова је рођена у Харвију и одрасла је у Робинсу. Након њеног филмског дебија, она и њена породица су се преселили у Калифорнију како би јој помогли у глумачкој каријери. Полмерова је издала свој дебитански албум So Uncool, 18. септембра 2008. године, преко Atlantic Records. Албум није успео да се пласира на Билборд 200 лествици али се појавио на 85. броју на ритам и блуз лествици. Албуму је претходио други сингл Keep It Movin'.
Поред свог музичког рада, Палмерова је и призната глумица. Дебитовала је у филму Берберница 2: Повратак у посао 2004. године и постала је важна 2006. године због своје пробојне улоге у Акилај и пчела као и због улоге у Медијино породично окупљање. Палмерова је такође глумила у филмовима као што су Дуги шутњи, Психијатар и Животиња. Током 2012. године, Палмерова се појавила у четири филма: Радосна тишина, Магија Винкс: Тајна изгубљеног краљевства, Ледено доба: Отапање и Девица Марија. Поред филмова, Палмерова је такође глумила у телевизијским филмовима Витезови Јужног Бронкса, Ускочи! и Крпе, између осталих. Палмерова има такође велики број улога у телевизијским серијама укључујући главну улогу у Никелодионовом ситкому Тру Џексон, ПП. Палмерова је зарађивала 20.000 долара по епизоди у серији Тру Џексон, ПП, што ју је чинило четвртим најплаћенијим дететом на телевизији. Кики је такође глумила у Фоксовој хорор-комедији Краљице вриска и у Ви-Ејч вановом слешеру Врисак.

## Ранији живот
Палмерова је рођена 26. августа 1993. године у Харвију, Илиноис, и одрасла је у хришћанској породици. Њени родитељи, Шерон и Лери Палмер, који су се упознали у драмској школи, обоје су радили као професионални глумци пре него што су се сместили на посао са пуним радним временом. Њен отац ради у компанији за полиуретан, а мајка је средњошколска учитељица која ради са аутистичном децом. Палмерова је први пут певала у цркви, али је зарадила изложбу на сценским представама у туристичкој дестинацији у Чикагу.